# Mon curé chez les pauvres (film, 1956)
Pour les articles homonymes, voir Mon curé chez les pauvres (homonymie).
Série Mon curé
Mon curé chez les riches
(1952) Mon curé champion du régiment
(1956)
Pour plus de détails, voir Fiche technique et Distribution.
Mon curé chez les pauvres est un film français réalisé par Henri Diamant-Berger, sorti en 1956.
Il s'agit d'une adaptation du roman de Clément Vautel. Mon curé est à l'origine le héros de deux romans de Clément Vautel : Mon curé chez les riches (Albin Michel, 1923) et Mon curé chez les pauvres (Albin Michel, 1925).
Ce film fait partie de la série des « Mon curé ». Ce personnage prend ses origines dans les romans de Clément Vautel : Mon curé chez les pauvres et Mon curé chez les riches. Il est adapté d’abord au théâtre. Puis au cinéma, les œuvres dans lesquels il apparaît, passent progressivement des simples comédies aux films considérés comme nanars.

## Synopsis
L'abbé Pellegrin, curé de Sableuse, un village d'environ 2100 habitants, cède un crucifix ancien à un inconnu présenté par un ancien camarade de guerre, La Goupille.
Il apprend trop tard qu'il a été abusé par un escroc. Ne voulant pas compromettre son ami La Goupille, le curé propose à son évêque de retrouver lui-même l'escroc et le crucifix. Dans ce but, il troque sa soutane contre des habits civils...

## Fiche technique
- Réalisateur : Henri Diamant-Berger assisté de Pierre Lary
- Scénariste : Henri Diamant-Berger, d'après le roman de Clément Vautel
- Décors : Roger Briaucourt
- Photographie : Léonce-Henri Burel
- Musique : Paul Misraki
- Son : Lucien Lacharmoise
- Société de production : Le Film d'Art
- Pays d'origine :  France
- Format :  Noir et blanc - 1,37:1 - 35 mm - Son mono
- Genre : Comédie
- Durée : 90 minutes
- Dates de sortie : 
  - France : 11 mai 1956
- Affiche : Clément Hurel (France)

## Distribution
- Yves Deniaud : L'abbé Pellegrin
- Arletty : Nine
- Raymond Bussières : La Goupille
- Robert Arnoux : Cousinet
- Jean Debucourt : Monseigneur Sibué
- Jean Tissier : Edgar de Saint-Preux
- Pauline Carton : Valérie
- Annette Poivre : Georgette
- Pierrette Bruno : Irène la sœur de Georgette
- Geneviève Cluny : Régine
- Hubert de Lapparent : un locataire
- Clément Harari : Marchot
- Amédée
- José Artur :  Armand le fiancé d'Irène
- Pierre Tornade : le chauffeur accidenté
- Jacques Ciron : un secrétaire chez Cousinet
- Henri Debain
- Max Dejean
- Jacques Dhery
- Marc Doelnitz
- Jacques Dufilho :  Fernand
- Bernard Musson : le "portier" chez Cousinet
- Gabrielle Fontan : madame "Goumet"  une locataire
- Denise Kerny : Simone
- Léon Larive
- Jacques Marin :  l'inspecteur des Beaux Arts
- Albert Médina
- Paul Faivre : le docteur